# Solfågelasit
Solfågelasit (Neodrepanis coruscans) är en fågel i familjen asiter inom ordningen tättingar.

## Utseende och läte
Solfågelasiten är en mycket liten och rund fågel med kort stjärt och en lång nedåtböjd näbb. Hane i häckningsdräkt är blå på ryggen och gul undertill, med bjärt blågrön bar hud runt ögat. Hanen utanför häckningstid och honan är matt olivgröna. Lätet består av en accelererande serie med mycket ljusa och dämpade toner. Den är lik den mer fåtaliga arten gulbukig asit, men är mattare olivgul under och näbben är både större och mer nedåtböjd.

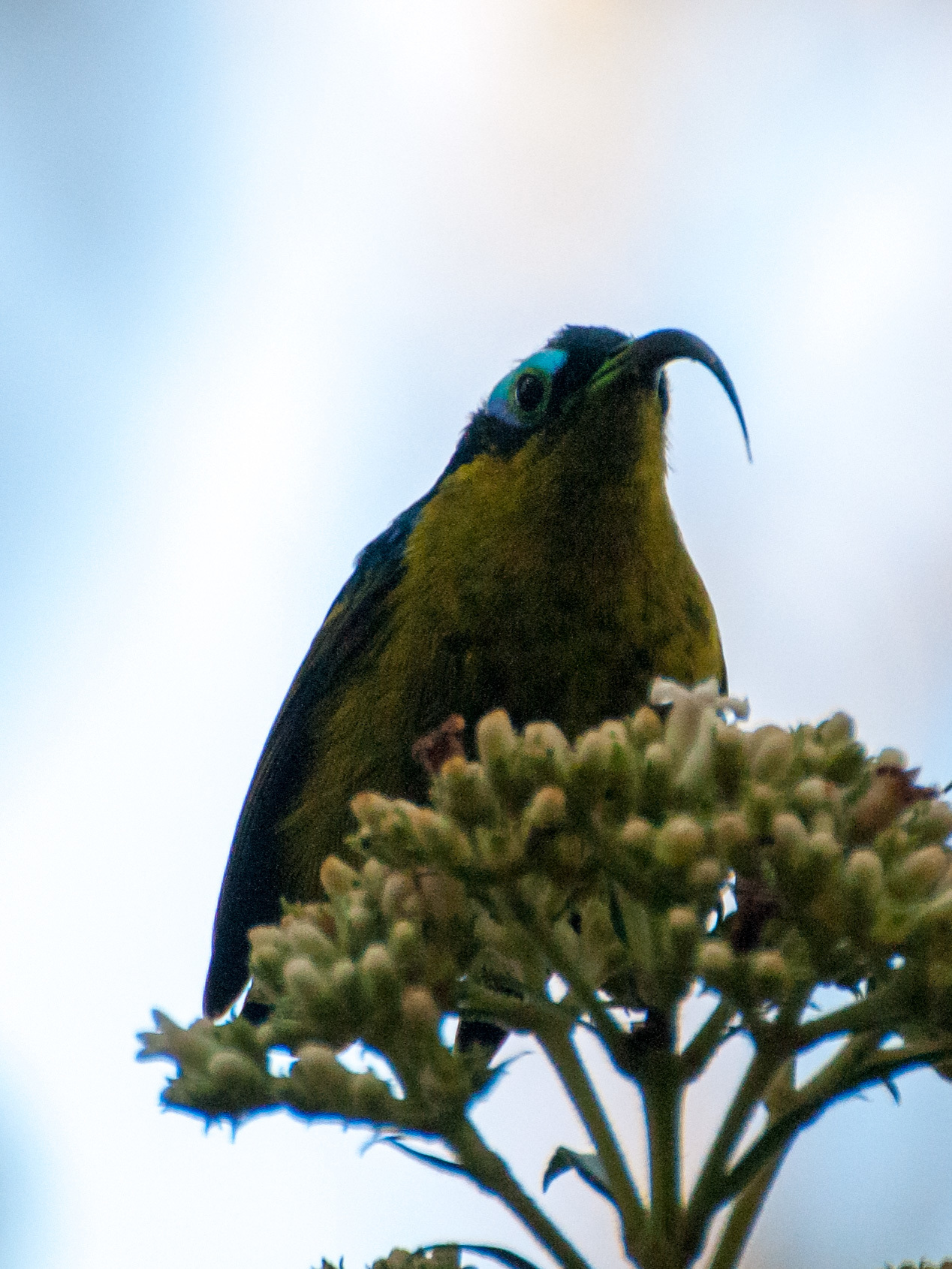
Hane.

## Utbredning och systematik
Solfågelasiten förekommer i höglänta skogar på östra Madagaskar. Den behandlas som monotypisk, det vill säga att den inte delas in i några underarter.

## Levnadssätt
Solfågelastien hittas i trädtaket i regnskog. Där födosöker den mycket aktivt efter nektar från blommor.

### Familjetillhörighet
Tidigare bedömdes asiterna som närbesläktade med juveltrastarna (Pittidae) och placeras traditionellt i den egna familjen Philepittidae. En studie från 1993 visade att de istället är besläktade med brednäbbarna i Eurylaimidae och bäst borde beskrivas som en underfamilj inom denna grupp. Bland annat är morfologin på syrinx hos asiterna och albertinebrednäbben (Pseudocalyptomena graueri) mycket lika. Idag delas istället familjen brednäbbar upp i två, praktbrednäbbar (Eurylaimidae) och grönbrednäbbar (Calyptomenidae), vilket resulterar att asitierna fortsatt kan behandlas som en egen familj.

## Status och hot
Arten tros minska i antal, dock inte tillräckligt kraftigt för att den ska betraktas som hotad. Internationella naturvårdsunionen IUCN kategoriserar därför arten som livskraftig (LC).